# Ayub Sjah Durrani
Ayub Sjah Durrani (Pasjtoe, Perzisch, Urdu, Arabisch ایوب شاہ درانی) regeerde van 1819 tot 1823 over Afghanistan. Hij was de op een na oudste zoon van Timur Shah Durrani.
Hij was een Afghaan met een Pasjtoen-achtergrond. Hij vermoordde zijn broer Ali Shah Durrani om de troon te krijgen. Hij regeerde slechts twee jaar en leefde in onmin met diverse Indiase stammen en zijn broers. Nadat de Barakzai hem gevangen hadden genomen nam een van zijn broers de troon over.